# Ben Klassen
Bernhardt (sau Ben) Klassen (n. 20 februarie 1918 - d. 6 august 1993) a fost un politician și lider supremațist american. Acesta a înființat Biserica Creatorului în baza doctrinei elaborate în propria sa lucrare intitulată Nature's Eternal Religion (1973). Klassen era cunoscut pentru rasismul și antisemitismul său, respectiv pentru popularizarea termenului „Racial Holy War” (în română Război Sfânt Rasial sau Jihad Rasial) în interiorul mișcării naționalismului alb.
La un moment dat, Klassen a ocupat funcția de legislator republican în statul Florida și susținător al lui George Wallace în campania sa prezidențială. Pe lângă munca religioasă și politică, Klassen avea pregătire în inginerie electrică și este cunoscut pentru inventarea desfacatorului de conserve atașabil. Acesta avea și convingeri neobișnuite cu privire la sănătate și dietă. Era un adept al ortopatiei⁠(d), respectiv un oponent al teoriei germenilor și al medicinei convenționale, promovând în același timp dieta crudivoră și fructarianism.

## Copilăria
Klassen s-a născut pe 20 februarie, 1938, în Rudnerweide (astăzi Rozivka în raionul Cernihivka în Regiunea Zaporijjea), Ucraina, fiul lui Bernhard și Susanna Klassen (născută Friesen), un cuplu de creștini menoniți ucraineni. Acesta a avut două surori și doi frați. Când Klassen era în vârstă de nouă luni, a contractat febră tifoidă și a fost aproape de moarte. Își amintea foametea din 1921-22 și pe tatăl său care raționaliza mâncarea, oferindu-i o felie de pâine neagră la fiecare masă. La vârsta de cinci ani, familia s-a mutat în Mexic unde au locuit timp de un an. În 1925, la vârsta de șase ani, s-a mutat cu familia în Herschel, Saskatchewan, Canada. A frecventat cursurile Academiei Germano-Engleză (astăzi Colegiul Rosthern).

## Afaceri
Klassen a înființat o agenție imobiliară în Los Angeles în colaborare cu Ben Burke. Considerându-și partenerul ca având o înclinație spre alcool și jocuri de noroc, Klasssen îi cumpără partea și devine proprietar unic. A angajat câțiva vânzători, printre care Merle Peek, care l-a convins să cumpere mari proiecte de dezvoltare în Nevada. Klassen și Peek inițiază un parteneriat intitulat Silver Springs Land Company prin intermediul căruia au înființat orașul SIlver Springs, Nevada. În 1952, Klassen și-a vândut partea de acțiuni lui Phillip Hess pentru 150.00$ și s-a retras.
Pe 25 martie 1956, Klassen a depus o cerere la Biroul American de Patente prin care se patenta un desfăcător de conserve atașabil comercializat sub denumirea de Canolectric. În parteneriat cu firma de marketing Robbins & Myers, Klassen a înființat Klassen Enterprises, Inc. În fața competiției care comercializa produse similare mai ieftine, Klassen și partenerii săi dizolvă compania în 1962.

## Cariera politică
Klassen a reprezentat Comitatul Broward în Casa Reprezentanților din Florida între noiembrie 1966 și martie 1967. Platforma sa era una antiguvernamentală. A făcut campanie pentru un loc în senatul Florida în 1967, însă a fost învins. În același an ocupat funcția de vice-președinte al unei organizații din Florida care susținea campania prezidențială a lui George Wallace.
Klassen era membru al Societății John Birch, însă nu a fost de acord cu poziția pozitivă față de evrei. În noiembrie 1970, Klassen, alături de Austin Davis, a creat Partidul Naționalist Alb. Platforma partidului era direcționată către creștinii albi și era prin natura sa religioasă și rasistă; prima propoziție a programului este „Credem că Rasa Albă a fost creată în Imaginea Domnului...” Logoul partidului era un „W” cu o coroană și o aură peste ea. Peste trei ani aceasta va deveni logoul Bisericii Creatorului.
La mai puțin de un an după crearea Partidului Naționalist Alb, Klassen a început să se îndoiască de religia creștină, fapt comunicat apropiaților prin diferite scrisori. Această nouă poziție a sa nu a fost bine primită, iar influența partidului a fost puternic afectată.

## Biserica Creatorului
În 1973, Klassen a înființat Biserica Creatorului în baza doctrinei elaborate în Nature's Eternal Religion. Membrii individuali sunt numiți Creatori, iar religia practicată Creativitate.
În 1982, Klassen a stabilit sediul central al bisericii în Otto, Carolina de Nord. De asemenea, acesta a înființat și o școală pentru băieți; curriculumul original includea o școala de vară organizată pe o perioadă de două săpămâni unde aveau loc următoarele activități: drumeții, camping, antrenament cu arme de foc, tragere cu arcul, tenis, rafting etc. Mai mult, aceștia erau învățau „scopurile și doctrinele Creativității” și cum și-ar putea sluji cel mai bine rasa.
În iulie 1992, George Loeb, preot al bisericii, a fost acuzat de uciderea unui marinar de culoare în Jacksonville, Florida. Convins că odată cu condamnarea ar putea să piardă 20 de acri în valoare de 400.000$ din Franklin, Carolinda de Nord, Klassen i-a vândut supremațistului William Luther Pierce, autorul lucrării Caietele lui Turner, pentru 100.000$.
Klassen a fost pontifex maximusul bisericii până în 25 ianuarie, 1993, când titlul a fost transferat lui Rick McCarty.

### Război Sfânt Rasial
Ben Klassen a popularizat pentru prima dată termenul „Racial Holy War” sau RaHoWA (în română Război Sfânt Rasial sau Jihad Rasial) în interiorul mișcării naționalismului alb. Acesta obișnuita să-i numească pe negri „niggers” în discursurile publice, precum și în literatura bisericii, spre deosebire de alți lideri din mișcare care utilizau termeni ceva mai politicoși în public. Klassen afirma că „Mai mult, când verificam cuvântul în dicționarul Webster, am găsit termenul 'nigger' ca fiind foarte descriptiv: 'un termen ofensator, vulgar care denotă ostilitate și ură față de persoana de culoare'. Nu pot să găsesc nimic altceva care să definească mai bine și mai precis cum ar trebui să fie poziția noastră ... Dacă susținem integritatea rasială și puritatea rasială... trebuie să adoptăm o poziție ostilă față de nigger. Să nu-i oferim altceva decât ură”.

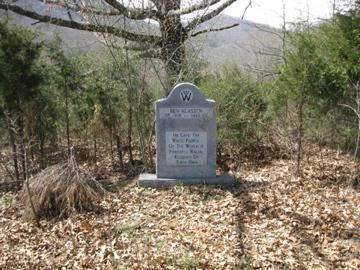
Mormântul lui Ben Klassen.

În lucrarea sa din 1987, Rahowa - This Planet is All Ours, Klassen menționa că evreii au creat creștinismul cu scopul de a-i slăbi pe oamenii albi, iar prioritatea noastră ar trebui să fie „distrugerea Behemothului Evreiesc”.

## Moartea
Posibil afectat de moartea soției sale, decăderea bisericii și diagnosticul de cancer primit, Klassen a considerat sinuciderea ca fiind cel mai potrivit mod de a-și încheia viața; acesta a luat o supradoză de semnifere fie spre finalul zilei de 6 august sau în dimineața zilei de 7 august, 1993. Klassen a fost înmormântat pe proprietatea sa din Carolina de Nord.

## Publicații
- Natures Eternal Religion (1973)
- The White Man's Bible (1981)
- Salubrious Living (with Arnold DeVries, 1982)
- Expanding Creativity (1985)
- Building a Whiter and Brighter World (1986)
- On the Brink of a Bloody Racial War (1993)